# Malwepe
Malwepe es una pequeña isla deshabitada de Vanuatu perteneciente a la provincia de Sanma.
Malwepe se encuentra frente a la costa este de la isla Espíritu Santo. La elevación estimada del terreno sobre el nivel del mar es de 16 m. La isla posee una vegetación ligera y muchos cocoteros.